# 야스다촌 (와카야마현)
야스다촌(保田村)은 와카야마현 아리다군에 있던 촌이다. 현재의 아리다시 중심부의 동방일대에 해당한다.

## 역사
- 1889년 4월 1일 - 정촌제 시행에 의해 2촌의 구역을 가지고 미야자키촌이 성립하였다.
- 1954년 9월 19일 - 이토가촌, 미야하라촌, 미노시마정과 합병해 아리다시가 성립하여, 동일 이토가촌은 폐지되었다.

## 교통

### 도로
- 국도 제42호선

## 참고문헌
- 大日本篤農家名鑑編纂所編『大日本篤農家名鑑』大日本篤農家名鑑編纂所、1910年。
- 上野他七郎編『優良町村便覧』中央報徳会、1925年。
- 高崎雅雄編『大日本医師名簿』光明社、1925年。
- 人事興信所編『人事興信録 第14版 下』人事興信所、1943年。
- 「角川日本地名大辞典」編纂委員会編『가도카와 일본 지명 대사전 30 和歌山県』角川書店、1985年。